# Zújar
Zújar település Spanyolországban, Granada tartományban. Zújar Cortes de Baza, Baza, Freila, Cuevas del Campo és Pozo Alcón községekkel határos. Lakosainak száma 2623 fő (2024).

## Népesség
A település népessége az elmúlt években az alábbi módon változott:
| Lakosok száma | 2696 | 2703 | 2813 | 2997 | 3018 | 2825 | 2678 | 2548 | 2516 | 2623 |
|               | 2001 | 2004 | 2006 | 2009 | 2011 | 2014 | 2016 | 2019 | 2021 | 2024 |